# Indicador microbiològic
Un indicador microbiològic és un microorganisme que s'utilitza per a avaluar la qualitat o l'estatus higiènic del menjar, l'aigua o el medi ambient.
El desenvolupament de les estratègies de identificació microbiològica s'ha anat expandint i estandarditzant, convertint-se en una mesura efectiva i econòmicament viable per a la seva utilització en diferents sectors. En l'actualitat, trobem una sèrie de característiques que són pròpies d'aquest grup de microorganismes i a partir de les quals, s'han desenvolupat un seguit de mètodes per avaluar la presència de contaminants o patògens. Entre aquests mètodes destaquen els de identificació fenotípica i genotípica. A més, amb el desenvolupament de les tècniques de seqüenciació de última generació (NGS), les anàlisis a escala genòmica són cada cop més específics i eficaços.
De la totalitat de microorganismes utilitzats destaquen els Enterobacteriaceae dins dels quals, es poden distingir els coliformes totals, els coliformes fecals o termotolerants i E.coli, que pot ser considerat el indicador per excel·lència.

## Antecedents històrics

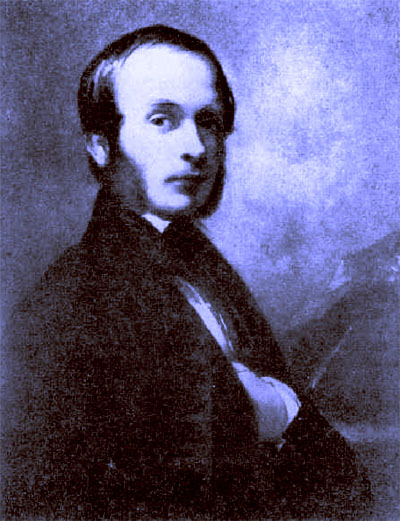
Doctor John Snow

L'ús de microorganismes com a indicadors per assenyalar la possible presència de patògens humans a l'aigua troba els seus inicis a l'any 1854 a Londres, quan John Snow va determinar que el consum d'aigua d'un pou públic contaminat amb aigües residuals provocava còlera. Aquesta connexió, dècades abans que la teoria dels microorganismes com a causants malalties es formulés com a hipòtesi i es provés, va ser el primer pas per comprendre que l'aigua contaminada amb aigües residuals humanes podria acollir patògens que amenacen la salut pública.
En dècades posteriors, l'ús d'indicadors bacterians, majoritàriament coliformes, es va expandir cap a altres sectors, enfocant-se principalment en la identificació de la contaminació fecal, principalment d'origen humà.
Els avenços recents en la comprensió de la diversitat i l'ecologia dels patògens, així com el ràpid desenvolupament continu de noves tècniques per a la detecció i identificació humana de microbis transmesos per l'aigua, ofereix la possibilitat de revaluar els indicadors estàndard i l'enfocaments dels indicadors empleats per determinar la qualitat microbiològica d'aigües i productes d'interès.

## Característiques generals
Els microorganismes indicadors són eines importants per als anàlisis microbiològics portats a terme per les indústries i les autoritats reguladores. Gràcies a la utilització d'aquests microorganismes, es pot proporcionar a la població productes segurs i acceptables per el consum, sent particularment útils quan s'ha de controlar el processament d'aliments i el tractament d'aigües.
Utilitzar aquests mètodes de detecció comporta una sèrie d'avantatges a tenir en compte:
- Rendibilitat: els anàlisis portats a terme pel conjunt d'indicadors microbiològics són més econòmics que els de patògens específics.

- Simplicitat: generalment tenen un procediment fàcil i de pocs passos.

- Rapidesa: permet identificar la presència de patògens amb poc temps, permetent actuar en contra d'aquest de forma ràpida i efectiva en funció del contaminant.

- Anàlisis de tendències microbianes: els indicadors microbiològics acostumen a estar a majors concentracions que els patògens i poden indicar quan una condició o un paràmetre concret no és satisfactori. Mitjançant la monitorització dels diferents nivells i concentracions de microorganismes, es poden elaborar tendències microbianes amb les quals es poden identificar situacions de risc amb antelació.

## Requeriments per a un bon indicador
Han de presentar un seguit de característiques:
- Ha d'estar únicament present en medis contaminats. Si trobem la mateixa quantitat en els no contaminats no és un indicador efectiu.
- Ha de ser detectable en els medis que s'estiguin analitzant.
- La detecció dels microorganismes implica un augment de les possibilitats de trobar espècies patogèniques.
- Es pot quantificar la quantitat de microorganisme amb la contaminació present a la mostra.
- Tenen millor supervivència que els patògens i la seva concentració és notablement superior
- Han de ser resistents a la lesió cel·lular o a una disminució de la concentració per l’estrès de manipulació.
- Els seus caràcters són uniformes, numerables i fàcilment distingibles entre organismes.

## Enterobacteriaceae
Representa un grup heterogeni de bacteris gram negatius que habiten en diferents medis dintre dels quals destaca el budell dels mamífers. És un indicador de la qualitat i seguretat alimentària dels aliments processats amb calor. Tots els organismes inclosos en aquest grup fan la fermentació de la glucosa i la reducció de nitrats. A més, tenen major resistència a alteracions del medi ambient sent excel·lents indicadors. Els indicadors més utilitzats són E.coli, Clostridium i els enterococcs.
exemples: Escherichia, Citrobacter, Enterobacter, Proteus, Hafnia, Klebsiella, Providencia i Serratia.

#### Coliformes o coliformes totals
És l'indicador més utilitzat més utilitzat. Pertanyen a la família Enterobacteriaceae, que inclou microorganismes no patogènics propis de la microbiota intestinal, patògens ocasionals i espècies de vida lliure. Es caracteritzen per ser microorganismes anaerobis facultatius, no formadors d'espores que produeixen la fermentació de la glucosa i es poden trobar tant en aigua com en els aliments.
Quan es troben en els aliments indiquen la presència de patògens entèrics i condicions sanitàries insuficients. Per altra banda, en aigua s'utilitzen com a indicadors de contaminació fecal en el control de la qualitat, degut a la seva resistència als tractes intestinals d'animals homeostàtics, si bé, no actuen específicament com a indicadors fecals. La seva presència, proporcional al grau de contaminació, indica un deteriorament en la qualitat de l'aigua causat per problemes de creixement bacterià o contaminació post tractament.
Exemples: Escherichia, Enterobacter, Klebsiella, Citrobacter, Kluyvera, Leclercia, etc.

#### Coliformes fecals o termotolerants
És un subgrup dins dels coliformes. Engloba aquells coliformes que són capaços de créixer a 44.5 °C en presència de sals biliars. Són fermentadors de la lactosa i productors d'àcid i gas. Són coneguts com a coliformes fecals degut al seu paper com a indicadors fecals, tot i que generalment no permeten distingir si l'origen és humà o animal per si sols. El potencial de proliferació o multiplicació és menor que el dels coliformes totals.

Exemples: Escherichia i Klebsiella
Escherichia Coli

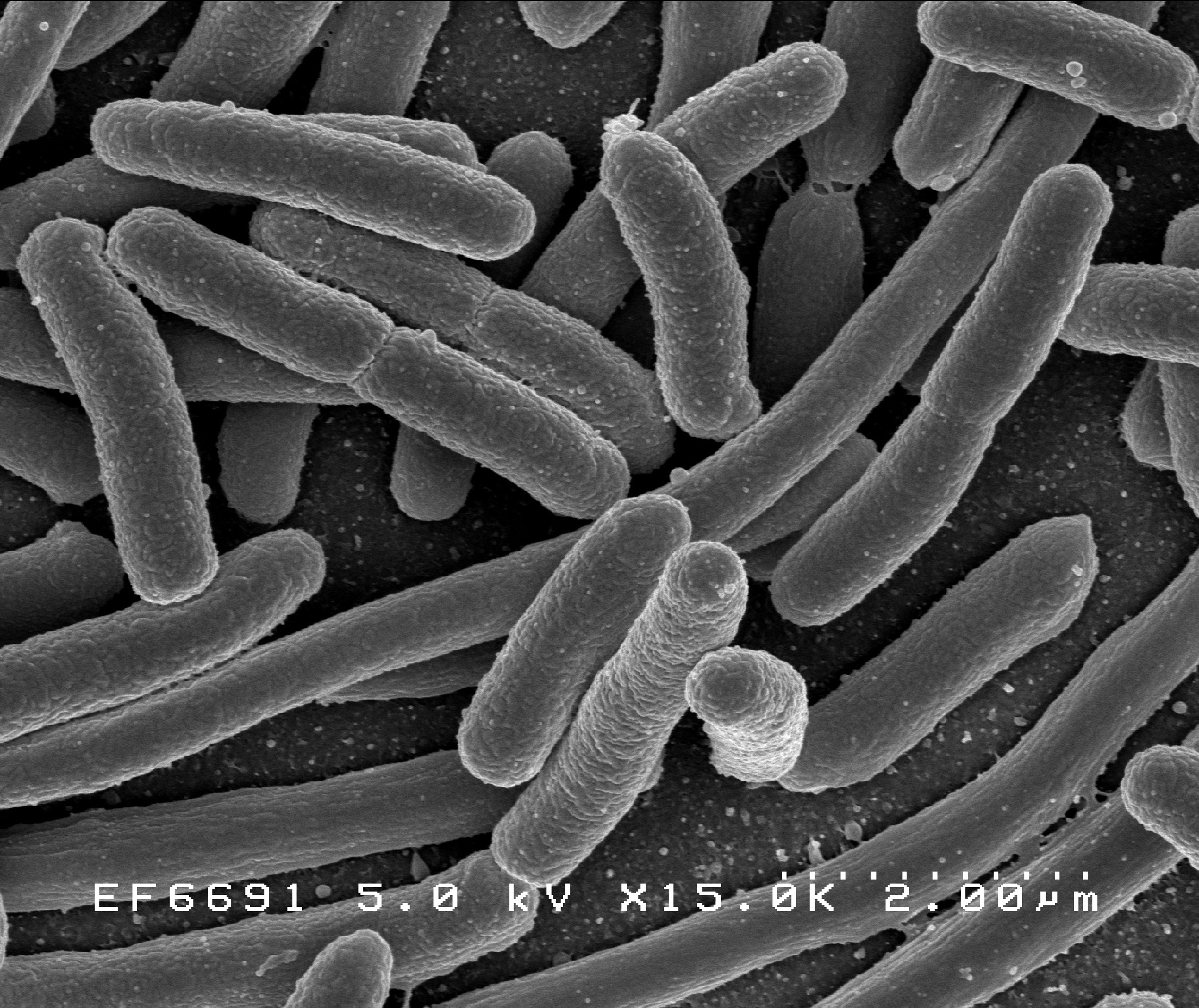
Cultiu microscòpic de Escherichia Coli

És l'indicador microbiològic més fiable per a determinar riscos per la salut pública associats al consum d'aliments i aigua. Normalment es troba en el intestí interior dels organismes endotèrmics. Tot i que la mera presència de E. coli no implica l'existència de microorganismes patògens a la mostra, sí que comporta un augment de la possibilitat de tenir bacteris transmesos per via fecal i fins i tot alguns virus. Degut a això, molts cops són els responsables de la retirada de productes en la indústria alimentària.
Per a determinar la qualitat de l'aigua consumida, E. coli és un bon indicador perquè mostra una estreta relació amb els riscos associats al consum d'aigua contaminada. Això és degut al fet que sempre està present en els excrements dels animals endotèrmics, la seva taxa de mort és més lenta que altres coliformes en aigua i el seu patró de persistència és similar al dels patògens bacterians transmesos per aquesta via.

#### Enterococs
El gènere Enterococccus engloba estreptococs fecals, enterococs i enterococs intestinals. És un gènere utilitzat de manera habitual com a indicador degut a que mostren una relació evident entre el perill sanitari i l'aigua contaminada i sempre es troben presents en les femtes dels animals homeoterms. A més, són incapaços de multiplicar-se en els recursos hídrics potencialment contaminats i tenen una taxa de mort més lenta que els coliformes, presentant una persistència similar a la de possibles patògens bacterians transmesos per aigua.

## Altres microorganismes indicadors

#### Bifidobacterium
És un dels gèneres de bacteris més nombrosos i extremadament variables presents a les femtes dels animals de sang calenta, conté un total de 25 espècies, la majoria de les quals s'han detectat al tracte gastrointestinal humà. Tenen més restriccions de creixement que els indicadors tradicionals i per aquest motiu es troben bifidobacteris a les aigües residuals i aigües contaminades de manera recent, mentre que per contra no es troben en aigües no contaminades ni en sòls contaminats.

#### Listeria
És un gènere de bacteris que pot créixer a temperatures de refrigeració normal, però és eliminat per l'exposició a temperatures superiors a 70 °C durant dos minuts. No obstant, aquests organismes presenten una major resistència a la calor que els enterobacteris, motiu pel qual en els aliments que han sofert un tractament tèrmic, la presència de Listeria spp indica una cocció insuficient o una contaminació posterior al processat. Aquest gènere també és considerat un contaminant ambiental, ja que pot sobreviure tant en les instal·lacions de processament d'aliments si les mesures d'higiene són inadequades.

#### Colifags / enterovirus
Bacteriòfags específics per diversos patògens intestinals es poden fer servir com indicadors indirectes de la presència d'espècies bacterianes que utilitzen com a hostes. Un avantatge és que els colífags es poden utilitzar com a indicadors de la presència d’enterovirus, especialment a l'aigua, ja que s'ha demostrat que la supervivència dels colífags a l'aigua és paral·lela a la dels virus entèrics humans. No obstant, cal tenir en compte que alguns colífags tenen l’aigua com a hàbitat natural de manera que la seva presència no està necessàriament relacionada amb la contaminació fecal.

## Determinació dels microorganismes indicadors
En el passat, hi ha hagut varis intents de dissenyar un mètode per a la determinació de les diferents fonts de contaminació microbiana com per exemple el càlcul del ràtio entre coliformes fecals i estreptococs fecals (FC/FE).
| Valor FC/FE       | Origen |
| ----------------- | ------ |
| FC/FE > 4         | Humà   |
| 0.7 < FC/FE < 0.4 | Mixte  |
| FC/FE < 0.7       | Animal |

Tot i això, no és una tècnica amb un alt grau d'especificitat i validesa. És per això, que s'han anat elaborant un seguit de tècniques més específiques i amb major seguretat d'anàlisi.

## Microbial Source Tracking (MST)
El seguiment de les fonts microbianes (MTS) és un conjunt de mètodes destinats a la discriminació entre la contaminació fecal humana i la que no ho és. Es basa en la presència de seqüències genètiques diferents entre espècies (també anomenades marcadors) que no només són úniques per a cada microorganisme, sinó també identificables mitjançant mètodes tant genotípics com fenotípics.

#### Mètodes d'identificació fenotípica
Dos dels mètodes fenotípics més utilitzats son el Anàlisi de Resistència a Antibiòtics (ARA) i l'aprofitament del carboni per a l'elaboració de perfils (CUPS).
- ARA: és una anàlisi que es basa en la determinació de les diferències de resistència als antibiòtics mitjançant l'índex de múltiples resistències a antibiòtics (MAR) però a partir de la caracterització de la contaminació fecal provinent de Estreptococs en comptes de Coliformes. A partir d'aquest mètode s'obté una classificació i identificació de les fonts potencials de contaminació fecal.[13]

- CUP: és un mètode que es basa en les diferències en els perfils de utilització del carboni entre les diferents espècies.[14] La utilització del carboni és un terme que s'utilitza per a descriure les diferents vies mitjançant les quals el diòxid de carboni (CO2) i a vegades el monòxid de carboni (CO) és capturat i reciclat per a la producció de productes amb valor econòmic o útil. La determinació de l'empremta fenotípica a partir de les fonts de carboni permet obtenir una classificació entre microorganismes.[14][10]

- Aerobic colony count (ACC): també conegut com a recompte total de viables o recompte estàndard de plaques, és el nombre total de bacteris capaços de créixer en un ambient aeròbic a temperatura moderada. Els ACC poden proporcionar informació útil sobre la qualitat general i vida útil restant dels aliments i, per tant, detectar potencials problemes d'emmagatzematge i manipulació de la producció d'aquests. Malgrat això, no es considera una tècnica prioritària determinant en una anàlisi de risc.[15]

A més, aquests es poden combinar per a aconseguir resultats més representatius que permeten obtenir un enfocament de tipus "toolbox".

#### Mètodes de identificació genotípica
Els microorganismes tenen seqüències específiques que els permet fer una diferenciació entre espècies. S'utilitzen sondes (MTS microarray) que s'uneixen a les diferents seqüències de ADN estudiades. Després, s'efectua una qPCR per a amplificar aquesta sonda. La PCR quantitativa (qPCR), que és un mètode que permet obtenir moltes còpies del ADN que es vol identificar, augmenta la senyal d’aquestes, podent ser detectables per l’equip, permetent identificar la presència de microorganismes d'interès. 

En els últims anys, s'han utilitzat altres mètodes de determinació de ADN exogen per a MTS com la electroforesi en camp polsat (PFGE), el ADN mitocondrial i la Seqüenciació de Nova Generació (NGS).

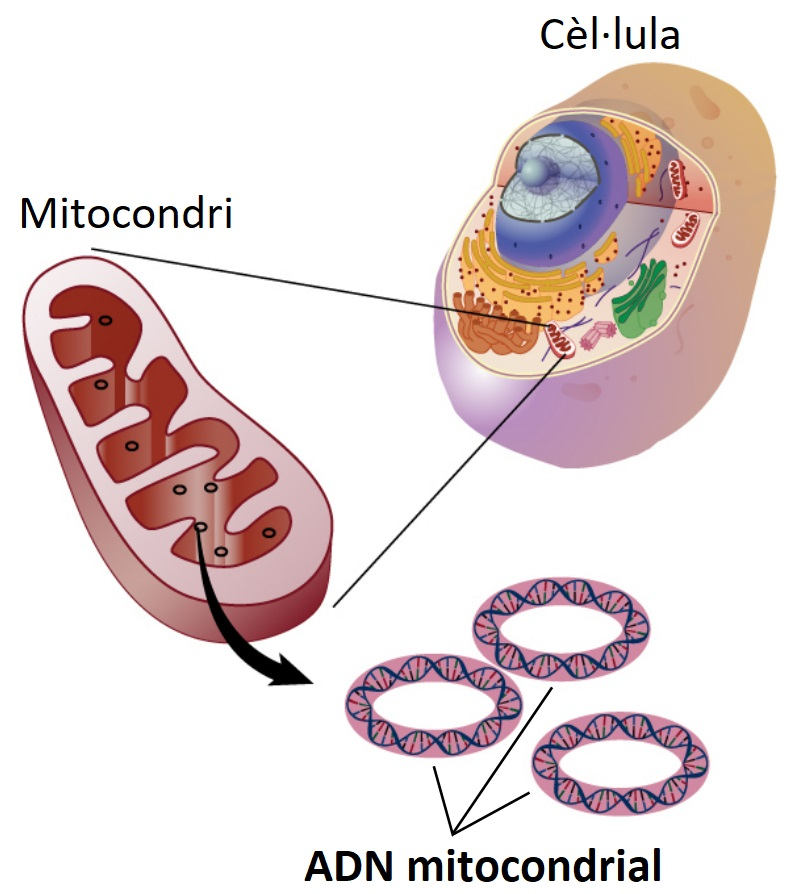
ADN mitocondrial

- Electroforesi de camp polsat (PFGE): és una tècnica que utilitza enzims de restricció que tallen el ADN en llocs específics. Aquesta tècnica permet la separació dels diferents fragments de ADN de alt pes molecular poden fer múltiples anàlisis, entre els quals destaca el rastreig i investigació de brots d'origen alimentari i l'augment de la incidència de microorganismes patogènics.[16]

- ADN mitocondrial: representa una fracció molt petita del genoma del organismes. Tot i així, com hi ha més d'una mitocòndria per cèl·lula, presenta múltiples còpies. Degut a això, s'obté ADN fàcil de quantificar i analitzar.[12]

- Next generation Sequencing (NGS): és una metodologia d'alt rendiment que permet la seqüenciació ràpida dels parells de bases en mostres de ADN i ARN.[17] Les NGS han revolucionar les ciències biològiques, permetent als laboratoris i empreses realitzar una gran varietat d'aplicacions i estudis dels sistemes biològics.[18]

## Valor d'un indicador
El criteri microbiològic d'un indicador defineix l'accessibilitat d'un producte o aliment a partir de la presència o absència d'un conjunt de microorganismes i la quantitat d'aquests.
Consta de una descripció dels microorganismes de major preocupació, de les seves toxines o productes metabòlics més destacats, dels mètodes analítics per a la seva detecció o quantificació, d'un pla d'actuació que determini el número de mostres necessàries i la forma adequada de prendre aquestes, d'uns límits microbiològics que es considerin apropiats i el número d'unitats analítiques que s'han d'ajustar a aquests límits. A més, és convenient que s'especifiqui l'aliment o producte al que s'està dedicant l'anàlisi, els punts específics de producció en els que s'apliquen aquest seguit de criteris i el conjunt de mesures que s'han d'aplicar en cas de contaminació.

#### Mostreig i manipulació
Tot pla de mostreig ha d'especificar la presa de mostres, el procediment, el temps transcorregut entre la presa i l'anàlisi de cada mostra, les condicions de laboratori (com per exemple la temperatura), la probabilitat d'acceptació d'un lot i les limitacions establertes dintre de cada procediment. El nivell de qualitat acceptable (NCA) i probabilitat desitjada són aspectes molt important a tenir en compte. El nivell de qualitat acceptable és el percentatge de defectes que poden ser considerats satisfactoris per a la mostra escollida.

#### Mètodes microbiològics
Han de ser validats específicament per al producte en qüestió, sobretot aquells mètodes que han sigut elaborats per organismes internacionals. A més, han d’haver estat avaluats mitjançant anàlisis estadístics que garanteixin uns nivells mínims precisió i reproductibilitat. Actualment, existeix una gran disponibilitat de mètodes experimentals que estableixen un estàndard científic i cada cop més, s'estan adoptant com a mètodes oficials protocol·litzats com a reglamentació bàsica a complir.

#### Límits microbiològics
Els límits establerts han de basar-se en valors microbiològics apropiats per a cada producte. Dit d'altra manera, a partir de la recol·lecció d’informació provinent de diferents entitats productores es determinen una sèrie de límits, els quals tenen en compte tant els riscos relacionats amb els microorganismes com les condicions en les que està sent manipulat. Les empreses encarregades de realitzar aquests anàlisis, han de treballar conforme les bones pràctiques higièniques i aplicar el sistema d'Anàlisi de Perills i Punts Crítics de Control (HACCP).
El HACCP és un enfocament sistemàtic basat en la ciència per a la prevenció de problemes de seguretat alimentària. A més, la implementació d’aquests principis de seguretat alimentària permeten una major supervisió del govern mitjançant la estandardització dels procediments, la obligatorietat de mantenir registres i la capacitat de garantir la seguretat alimentària.